# Nymphomyia dolichopeza
Nymphomyia dolichopeza is een muggensoort uit de familie van de Nymphomyiidae. De wetenschappelijke naam van de soort is voor het eerst geldig gepubliceerd in 1994 door Courtney.